# ROG G20
Le ROG G20 est un ordinateur de bureau atypique, destiné en principe au gaming (ROG signifie Republic of Gamers) et de petit volume (12 litres), intermédiaire en encombrement entre un gros PC portable et une mini-configuration secteur.
Les premiers modèles ont été annoncés en septembre 2014. En 2017, de nouveaux modèles ont été annoncés dans la gamme.

## Concept

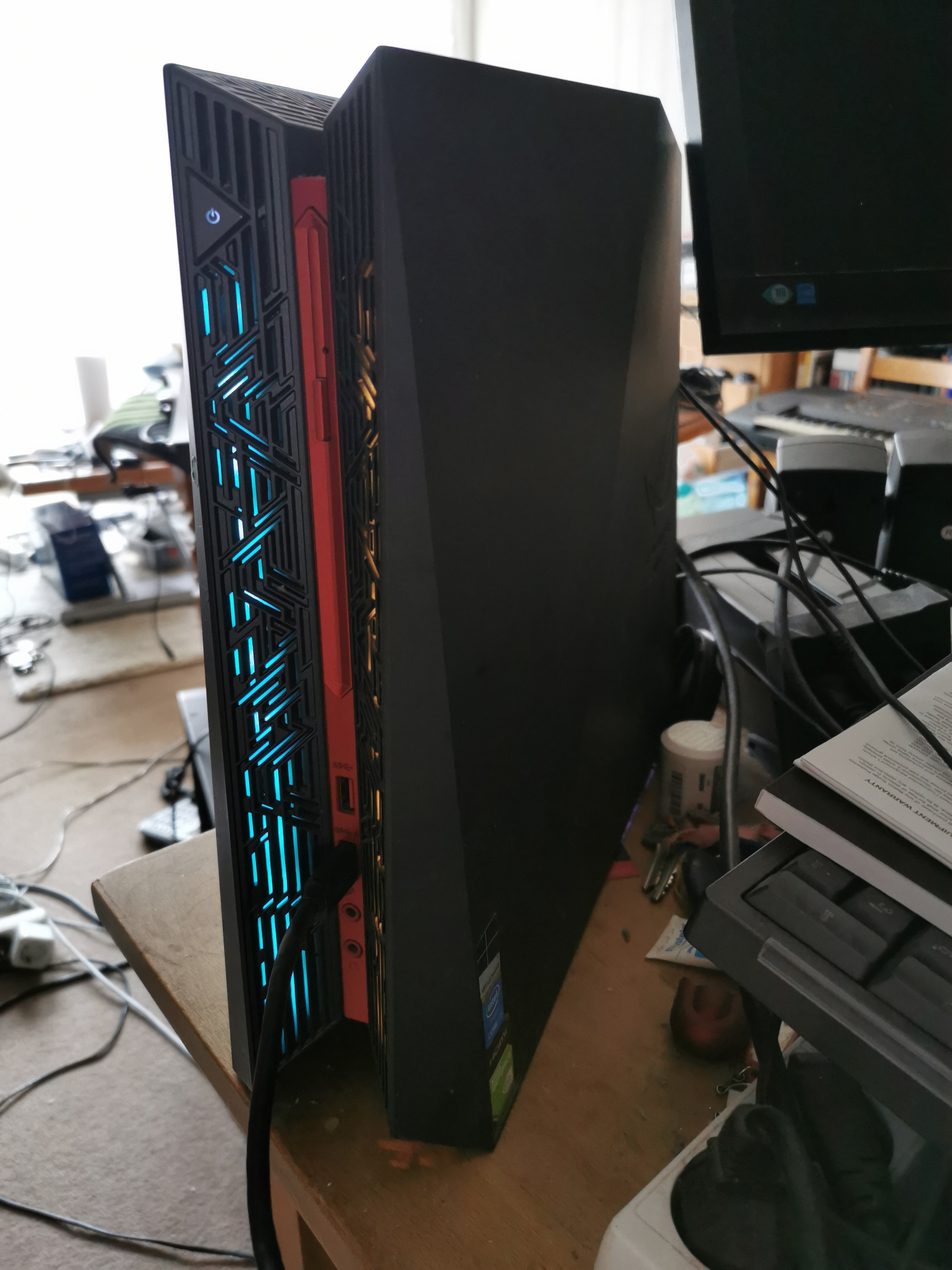
ROG G20

Une de ses originalités est le report de ses deux alimentations (une pour le CPU et une pour le circuit graphique) à l'extérieur du boîtier pour un meilleur refroidissement. Son design effectue un clin d’œil à celui des superordinateurs, toutes proportions gardées puisqu'il n'est motorisé au mieux, en juillet 2015, que par un Intel 4790 avec 16 Gio de RAM (passmark : 11000 environ).
3 gax de LED RVB sur le boîtier (gauche, droite et dessous) ont des couleurs personnalisables par un utilitaire manuel, mais pas par programme, ce qui interdit d'utiliser des codes de couleurs lumineux pour signaler à distance confortable où en est la machine lors d'une longue compilation, par exemple d'un nouveau Kernel Linux, de mises à jour ou d'une série de téléchargements.
Pour rendre la machine aussi silencieuse que possible, des composants de faible dissipation thermique comme la DDR3L sont employés.

### Gaming
Les cartes graphiques de ses différentes déclinaisons (GTX 750, 760, 770... (en), G3Dmark de 3200 à 6100), sont appropriées aux affichages multi-écrans comme au 4K. Les connexions sont possibles par DVI ou DisplayPort(s).

### Station de développement, de calcul ou de montage
Sa configuration et son silence permettent également de l'envisager comme outil de montage vidéo ou comme station de calcul scientifique, bien que la grande difficulté (ou pour certains néophytes, l'impossibilité) d'y installer Linux soit un sujet largement mentionné sur la Toile. En revanche, la puissance de calcul du 4790 combinée avec les 8 Go (voire 16 Go) de RAM permettent de faire tourner avec de bonnes performances des machines Linux de développement, par exemple sous KDE Neon 5.7 ou Ubuntu MATE 16.04 LTS) sous la version gratuite de VMware ou de VirtualBox tout en commutant instantanément entre Linux et Windows par hot key, ce qui est plus confortable qu'un reboot.
Une autre option est d'installer Linux sur un SSD externe connecté en USB3. En un tel cas, il faut spécifier à l'installation que le boot manager sera sur le SSD externe, quand il est présent, et dans l'UEFI) que celui-ci sera prioritaire. GRUB offrira alors au démarrage un menu permettant de choisir entre Linux et Windows. Le TRIM n'a été quelque temps pas géré pour la connexion USB3, ce qui a été corrigé depuis (voir l'article trim (informatique)).
Depuis la fin 2016 existe une troisième option : activer sous Windows 10 l'option intégrée Windows Subsystem for Linux mise au point avec Canonical et qui permet d'y faire fonctionner directement des milliers de programmes des dépôts Ubuntu, y compris graphiques si l'on installe un serveur X logiciel. Cette option ne conviendrait pas pour du développement système, mais ne se distingue pas fonctionnement d'une distribution Ubuntu native pour exécuter ou même y développer de l'applicatif. La version WSL2 rendue disponible en 2020 permet d'utiliser depuis Linux l'essentiel des ressources de la carte graphique.

### Versions
La machine est déclinée dans plusieurs versions : motorisations Intel ou AMD, présence ou non d'un SSD. Son évolutivité est limitée par l'espace restreint qu'offre son boîtier : on pourra remplacer RAM, carte graphique, disque dur et éventuel SSD par des composants standards de plus grande capacité et/ou de moindre dissipation thermique (s'ils sont de même taille et connectique), mais on ne peut rien y ajouter en interne. Toutefois la présence de 4 ports USB3, 4 ports USB2 et un Ethernet gigabit permettent des extensions comme disques auxiliaires et connexion à un serveur de stockage en réseau ("NAS").

## Marché visé
Cette machine cible apparemment un public intermédiaire qui n'est ni tout à fait celui des joueurs sur console, habitués à disposer d'un matériel de base simple livré prêt à l'emploi, ni vraiment celui des hardcore gamers, qui assemblent plus volontiers leurs propres machines, ne se contentent pas toujours d'une seule carte graphique et sont friands de tuning au moins logiciel (programmation de LEDs) et parfois matériel (modding). Les possibilités sont réduites ici à la personnalisation fine (et manuelle, par utilitaire fourni) de trois panneaux de LEDs  sur le corps de la machine, et celle éventuellement d'un clavier RGB si on en achète un.

## Position de la presse informatique
01net.com mentionne à ce sujet que dans les 12 litres du boîtier  « faire évoluer la machine ne sera pas facile » et signale des nuisances sonores notables du modèle le plus haut de gamme (GTX 770) en hardcore gaming poussé. Après une comparaison avec la série Alienware de Dell, qui mise également beaucoup sur le design, il avance cependant « le G20 incarne [les] ordi gaming de demain : à la fois petits et terriblement costauds » .
Clubic.com effectue aussi quelques comparaisons avec l'Alienware X51 et plus généralement les autres PC de type brick avec quelque ironie (« Le X51 et le G20 sont, globalement, de grosses consoles. »).
PC Update, dans son numéro de septembre-octobre 2015 et sans mentionner directement cette machine, mais plutôt son créneau, rappelle qu'il n'est pas nécessaire de faire du sport pour apprécier de conduire une voiture de sport ni d'être un joueur intensif pour goûter le plaisir d'avoir une belle machine noire et rouge, véloce de surcroît.
Le 14 juin 2016 et bien que cette machine ait été annoncée depuis deux ans déjà, TOP TECH la mentionne parmi les 8 meilleures machines de gaming de 2016 au milieu pourtant de quelques poids lourds dont certains bien plus récents.

## Consommation électrique selon les motorisations
Ces consommations représentent l'essentiel des besoins en dissipation thermique. Celle du disque dur et a fortiori du SSD sont inférieures pour chacun à 10 W.

### Processeur (en charge)

#### Motorisation Intel
Selon le site de leur fondeur Intel pour les G20AJ :
- 72 W pour le 4670.
- 84 W pour le 4970.

#### Motorisation AMD
Il existe également un modèle G20BM dont les motorisations sont des A6, A8 et A10.

### Circuiterie graphique (en charge)

#### Motorisation Nvidia
- 60 W pour la GTX 750[10]
- 120 W pour la GTX 960[11]
- 150 W pour la GTX 1080[12]
- 220 W à 250 W pour la GTX 770[13]

#### Motorisation Radeon
Les cartes Radeon disponibles sont : R9 270, R9 255, R7 240 et R5 235X.

## Évolution

### Par upgrade
Plusieurs tutoriels existent sur YouTube permettant de faire évoluer le SSD, la taille de la RAM, ou encore d'en changer la carte graphique.

### Dans la gamme
Un successeur de cette machine a été annoncé au CES 2015, remplaçant la GeForce GTX 780 par la GTX 980, plus récente (mais de caractéristiques très voisines en puissance comme en dissipation thermique). En septembre 2015 sont annoncés des modèles à base de processeurs Skylake et de DDR4. En août 2016, la gamme avait annoncé son passage planifié aux processeurs Kaby Lake et aux GEForce 1060 et 1080. Ces composants plus puissants chauffant moins (entre 35 W à 91 W pour le processeur, entre 75 W et 180 W pour la carte graphique en se présentant un encombrement égal et une puissance supérieure, le boîtier reste sans problème inchangé.
La baisse de consommation - et donc de dissipation thermique - des composants Intel de 6ème et 7ème génération déboucha sur un PC aux lignes cousines, du même constructeur, mais dont le volume n'était plus que de quatre litres, le GR8. Celui-ci était équipé de deux ports HDMI pour faciliter la réalité virtuelle.

## Produits similaires
Face à la triple concurrence des consoles de jeu, des PC de gamers et des mini PCs rapides équipés de processeurs genre Kaby Lake, on a vu apparaître en 2017 un appareil de marque MSI se plaçant dans le même créneau et les mêmes couleurs rouge et noir de gamer que le ROG G20 : le Trident 3, sensiblement plus compact (4,72 litres) et en décembre le Zotac MEK1.
Fin 2017 est annoncé le MSI Vortex G25 qui se positionne sur le même segment de marché, en faisant tomber le volume de l'appareil à environ 2,5 litres : https://www.lesnumeriques.com/ordinateur/msi-vortex-g25-p41765/msi-annonce-son-vortex-g25-mini-pc-pour-jouer-n67887.html
En 2022 est annoncé par un autre constructeur un produit d'inspiration similaire, mais à la fois moitié plus puissant et beaucoup plus compact. La similarité est claire malgré la différence d'échelle d'un facteur 2.